# Brighton, Michigan
Brighton är en stad  i Livingston County i Michigan. Vid 2010 års folkräkning hade Brighton 7 444 invånare.

## Kända personer från Brighton
- Joel L'Esperance, ishockeyspelare
- Cooper Marody, ishockeyspelare